# Aventuri în Italia
Aventuri în Italia (în engleză Spin Me Round) este un film american de comedie romantică din 2022, regizat de Jeff Baena⁠(d).

## Rezumat
Amber, managerul unui lanț de restaurante din Bakersfield, California, câștigă o excursie cu toate cheltuielile la programul de imersiune educațională al francizei din Pisa, Italia, precum și șansa de a-l cunoaște pe bogatul și carismaticul proprietar al lanțului, Nick. Cu toate acestea, ea găsește o aventură diferită de cea pe care și-a imaginat-o.

## Distrbuție
- Alison Brie - Amber
- Alessandro Nivola - Nick Martucci
- Fred Armisen - Ricky
- Tim Heidecker - Fran
- Tricia Helfer - Sofia
- Ayden Mayeri - Jen
- Ego Nwodim - Emily
- Jake Picking - Jake
- Debby Ryan - Susie
- Molly Shannon - Deb
- Ben Sinclair - Craig
- Lauren Weedman - Liz Bence
- Zach Woods - Dana
- Lil Rel Howery - Paul
- Aubrey Plaza - Kat